# (5160) Camoes
(5160) Camoes ist ein Asteroid des Hauptgürtels, der am 23. Dezember 1979 vom belgischen Astronomen Henri Debehogne und seinem brasilianischen Kollegen Edgar Rangel Netto am La-Silla-Observatorium (IAU-Code 809) der Europäischen Südsternwarte in Chile entdeckt wurde.
Der Asteroid wurde nach dem portugiesischen Dichter Luís de Camões (1524–1580) benannt, der als Nationaldichter Portugals verehrt wird.